# Haidi Krohn
Haidi Krohn, född den 11 oktober 1958, är en svensk sångtextförfattare som sedan mitten av 1990-talet har skrivit ett stort antal texter till dansbands-, country- och schlagerlåtar.  Hon arbetar ofta i par med kompositören Kent Fingal och har levererat bidrag till bland andra Lasse Stefanz, Helene & Gänget och Grönwalls. Flera av hennes låtar har placerat sig på Svensktoppen – 2002 toppade hon listan med en låt samtidigt som en annan låg på fjärde plats – och singeln En runda i baren nådde även Sverigetopplistan. Kritiker och branschskribenter beskriver Krohn som en av de ledande textförfattarna i den svenska dansbandskulturen.
2014 mottog Krohn Skaps dansbandskompositionspris tillsammans med Kent Fingal.